# 한국오픈소스협회
사단법인 한국오픈소스협회(Korea Open Source Software Association/약칭 : KOSSA)는 오픈소스 시장 활성화, 회원사간의 정보 교류, 기술공유, 공동마케팅, 소프트웨어 산업 발전에 기여하고자 설립된 사단법인이다.
지난 1999년 한국리눅스협의회라는 이름으로 발족되어 오픈소스의 중요성과 필요성을 널리 알리면서 우리나라 오픈소스 산업 발전을 도모하기 위한 활동을 하고 있다.
2006년 사단법인화 하면서 한국공개소프트웨어협회로(한글화 정책 반영) 변경되었으며, 2025년 2월 27일 19년만에 글로벌 표준에 맞춰 협회의 정체성을 재정립 하고자 '한국오픈소스협회'로 명칭을 변경하였다.
현재 100여개가 넘는 기업 및 기관들이 회원으로 가입하여 한국의 유일한 오픈소스 협회로서 활동하고 있다. 오픈소스 시장 활성화 정책 제안 및 사업 추진, 오픈소스 전문인력 양성을 위한 OLC(Open Source Software Learing Community Center) 교육 사업, 공개SW 개발자대회, 회원사 간 협력네트워크 강화, 오픈소스 해외국가 지원 등의 사업을 통해 오픈소스 관련 산업의 경쟁력 강화를 목표로 활동하고 있다.
대표적인 회원사들로는 국내 주요 IT기업인 삼성전자, LG전자, CJ를 비롯하여 레드햇과 같은 다국적 솔루션기업과 라온시큐어, 에스코어, KT DS, BDSK, 한글과컴퓨터, 큐브리드, 인베슘 등 국내 대표적인 오픈소스 기업들이 회원사로 가입되어 있다.
한국오픈소스협회의 주요 사업은 크게 오픈소스 시장활성화, 조사 및 정책건의, 인력양성, 회원사 지원 서비스 등으로 구분할 수 있다.

## 연혁
- 2024~현재
  - 오픈소스협회로 명칭 변경(2025년 3월 20일)
  - 국산 AI 반도체 협의회 운영
  - 공개SW 개발자 역량강화 운영
  - 오픈소스SW 라이선스 컨설팅·전문교육 및 인식제고 운영
  - K-오픈소스X 행사 개최
  - 오픈소스 비즈니스 아카데미 운영
  - 오픈소스 기업 및 정보 제공 플랫폼 : 오기정닷컴(ogijung.com) 운영
  - 국방분야 SW·AI 역량강화(MICON 개최, 교육 제공)
- 2022
  - 개방형 소프트웨어 교육센터(OLC) 운영
  - 공개SW 잠재 인력발굴 및 양성 지원
  - 공개SW 활성화 제도 개선 및 정책 제안 활동
  - 국가연구개발사업 매니코어, 오픈홀로 과제 참여
  - 공개SW 라이선스 법률 컨설팅 및 집중교육 운영
  - 공개SW 개발자 역량강화 사업 운영(공개SW 개발자대회, 군장병 공개SW 역량강화 교육)
  - 메타버스 개발자 경진대회 운영
  - 국방 AI경진대회(MICON) 개최
- 2021
  - 2022 오픈소스(공개SW) 기업 정보집 발간
  - 공개SW 잠재 인력발굴 및 양성 지원
  - 공개SW 활성화 제도 개선 및 정책 제안 활동
  - 국가연구개발사업 매니코어, 오픈홀로 과제 참여
  - 통합개발 프레임워크 기반 SBOM 조사 분석 연구 참여
  - 공개SW 라이선스 법률 컨설팅 및 집중교육 운영
  - 공개SW 개발자 역량강화 사업 운영(공개SW 개발자대회, 군장병 공개SW 역량강화 교육)
  - 메타버스 개발자 경진대회 운영
- 2019
  - 제13회 공개SW 개발자대회 운영
  - 공개SW 역량강화 교육 운영(군장병, 대학생, 재직자 대상)
  - 제1회 안전한 오픈소스 활용 및 도입 전략 컨퍼런스 개최(7월, 자료 공유)
  - 국가 연구개발사업(R&D) 국내 제1호 공개SW 과제 매니코어, 오픈홀로 과제 참여
  - 공개SW 유지보수 서비스 가이드라인 개정 및 조달청 등록을 위한 제도 개선 참여
  - 구로디지털산업단지, IT법률 서비스 세미나 개최
  - 회원사 간 비즈니스 협력 활동(삼성전자 SOSCON 등)
    - 삼성오픈소스 커뮤니티 등록(Linux Foundation, OpenStack Foundation, ROS, KOSSA(한국공개소프트웨어협회) 등)

- 2018
  - 제13대 정병주 회장 연임
  - 제12회 공개SW 개발자대회 운영
  - 예비개발자 공개SW 역량강화 교육 운영
  - 공개SW 라이선스 법률컨설팅 및 집중교육 운영
  - 협회 사업장 이전(구로디지털단지)
  - 제4회 오픈소스 성공사례 세미나 개최
  - 공개SW 잠재 인력(대학 및 비전공자) 발굴 및 양성 지원
  - 국가연구개발사업 매니코어, 오픈홀로 과제 참여

- 2017
  - 국가연구개발사업 매니코어, 오픈홀로 과제 참여
  - 오픈소스 성공사례 세미나 개최
  - 제11회 공개SW 개발자대회 운영
  - 제 9회 공개SW Day 개최
  - 군장병 공개SW 역량강화교육 기획/교육운영
  - 개방형 소프트웨어 교육센터(OLC) 운영
  - 금융투자협회 컨소시엄 금융교육 기획/운영

- 2016
  - 제12대 정병주 회장 취임
  - 군장병 공개SW 역량강화 교육 프로그램 개발·운영 실시
  - 국가인적자원컨소시엄 파트너기관 교육운영

- 2015
  - SWRC 포럼 창립
  - 제4회 C&O 컨퍼런스 개최
  - 금융투자협회 CIO포럼·세미나 개최
  - 군장병 공개SW 역량강화 교육 추진
  - 국가인적자원 컨소시엄 파트너기관 선정·교육 운영 실시

- 2014
  - 제 11대 송상효 회장  취임
  - 오픈소스 비즈에코 컨퍼런스 개최
  - 공개SW 활성화 지역 유관기관·기업 간담회 개최
  - 공개SW 정액제·조달 등록 법제도 연구 추진

- 2013
  - 한국공개SW활성화포럼 WG4(비즈니스분과) 운영
  - 몽골 IT 지원 사업
  - 한·중·일 공개SW 기업 기술 홍보서비스 실시
  - 유관기관 공개SW 교육 지원사업 확대
  - 공개SW 기업 역량강화 활동
  - 임베디드분과 설립
  - 미 특허관리단체 OIN 협력 체결

- 1999~2012
  - 클라우드 협의회 창립
  - 제6회 공개SW개발자대회 운영
  - 개방형 소프트웨어 교육센터(OLC) 운영
  - 한국공개SW활성화포럼 WG4 운영
  - 클라우드 포럼 운영
  - 몽골 IT 지원사업
  - 제 4회 공개SW 개발자대회 수행
  - 개방형 소프트웨어 교육센터(OLC) 개소
  - 공개SW 전문 컨설팅 그룹 운영
  - 공개SW 전문 교육사업 기획 및 운영
  - 공개SW공모대전 수행
  - 한국공개SW 활성화포럼 WG2(인력양성분과) 모델 커리큘럼 개발

## 역대 회장
- 제1대 초대 회장(1999~2000) : 진대제(前 삼성전자, 제9대 정보통신부 장관)
- 제2대, 3대 회장(2001, 2002) : 신재철(前 한국IBM 대표)
- 제4대, 5대 회장(2003, 2004) : 최준근(前 한국HP 대표)
- 제6대 회장(2005) : 박혁진(前 리눅스코리아 대표)
- 제7대 회장(2006~2008) : 문희탁(前 아이켓리눅스 대표)
- 제8대 회장(2009~2010) : 김동민(前 아남정보기술 대표)
- 제9대 회장(2011) : 박성수(前 슈퍼유저코리아 대표)
- 제10대, 11대 회장(2012~2013, 2014~2015) : 송상효(現 성균관대학교 교수)
- 제12대, 13대 회장(2016~2017, 2018~2019) : 정병주(現 큐브리드 대표)
- 제14대, 15대 회장(2019~현재) : 장재웅(現 에이디에스 대표)
- 제16대 회장(2024~현재) : 김택완(現 오에스비씨 대표)

## 주요회원사
라온시큐어, 큐브리드, 에스코어, kt ds, 유엔진솔루션즈, LG전자, 삼성전자, 한글과컴퓨터, 레드햇, BDSK, 아이콘루프, 리원에이스, 인베슘, 스패로우, 데이터센트릭 등 120여개 회원사